# 프랑크푸르트
프랑크푸르트(독일어: Frankfurt) 또는 프랑크푸르트암마인(독일어: Frankfurt am Main)은 독일 중서부 헤센주에 위치한 도시이다. 또한 프랑크푸르트암마인은 브란덴부르크주 소재의 도시인 프랑크푸르트 안 데어 오데르와 구분된다. 프랑크푸르트암마인어 인구는 2017년 기준으로 약 70만 명이다. 또한 프랑크푸르트암마인은 라인강 지류인 마인강 연안에 있다. 헤센주 최대 도시이며, 베를린, 함부르크, 뮌헨, 쾰른 다음으로 독일에서 5번째로 인구가 많은 도시다. 독일 행정 수도는 베를린이지만, 경제 수도는 프랑크푸르트라고 할 만큼 독일의 경제 중심지이다. 때문에 이 도시에 유럽 중앙은행이 있으며, 프랑크푸르트 증권거래소도 있어서 영국의 런던과 함께 유럽의 금융 중심지 역할을 하고 있다. 유럽 연합에서 가장 부유한 도시 가운데 하나로도 알려져 있다. 그러나 프랑크푸르트는 고위도인 관계로 동지 때 오전 8시 22분에 해가 떠서 오후 4시 26분에 저물므로, 낮이 8시간에 불과하다.
또한 유럽 중앙부에 위치한 지리적 조건으로 인하여 중요한 교통의 중심지가 되고 있다. 도시 남서부에 2005년 기준으로 세계 제2위 규모인 프랑크푸르트암마인 공항(독일어: Flughafen Frankfurt-Main)이 자리잡았으며, 이곳에 대한민국의 인천국제공항을 비롯한 전 세계 주요 도시의 국제공항과 직항 노선이 개설되어 있다. 대한민국과의 항공편은 독일 수도 베를린 대신 거의 대부분 프랑크푸르트로 들어온다. 5번(나치 정권이 만든 독일 최초의 고속도로 노선)과 3번 아우토반(독일 고속도로)이 만나는 도로 교통의 요충지로서 자동차 및 화물수송 차량이 많이 오간다. 또한 프랑크푸르트 중앙역(Frankfurt Hauptbahnhof)은 쾰른의 중앙역과 함께 유럽 철도 교통의 대중심지이다. 또한 2007년에는 독일의 도시 중에서 독일의 DPA통신사가 조사한 결과 범죄 발생률 1위 라는 불명예를 안았다.
프랑크푸르트암마인은 독일 경제의 중심지로 번창하는 현대적인 대도시이지만, 상당히 유서깊은 도시로도 유명하다. 12세기에 이미 도시가 건설되어 있었으며, 18세기에는 황제의 대관식이 거행되던 곳이었다. 독일의 대문호 괴테도 이 시기에 이 도시에서 태어나서 활동하여, 이 도시는 괴테의 도시로도 유명하다. 이후 마인강과 라인강의 수상 교통의 중심지, 또 철도의 중심지로 상공업이 크게 발달하게 되었으나, 제2차 세계 대전으로 시가지가 크게 파괴되었다. 전쟁이 끝난 후, 독일 경제 기적의 중심지로 크게 번영하게 되었고, 시가지도 말끔하게 정비되어, 유럽에서는 보기 드물게 고층 건물이 시 중심가에 밀집되어 있다. 비록 구 서독의 수도가 되지는 못하였지만, 세계적으로도 뛰어난 학문적 성과를 보유한 독일 프랑크푸르트 대학교를 비롯한 문화·교육 시설도 많으며, 매년 10월 세계 최대의 도서전인 프랑크푸르트 국제도서전이 메세 프랑크푸르트에서 열린다. 1968년 사회문화혁명(이른바 68 혁명)당시에는 독일 내 진보적 민주개혁세력의 수도로서, 간혹 폭력사태와 시위가 발생하기도 하면서, 유럽의 각종 사회적 변화를 주도했다.
독일 경제의 중심지이고 삼성그룹, 현대그룹을 포함한 대한민국의 여러 기업들이 진출해 있어 대한민국 교민들도 이곳에서 많이(약 1만 명 이상) 생활하고 있으며, 주독 대한민국 대사관 총영사관도 개설되어 있다.
한편, 이 도시는 2006년 FIFA 월드컵 축구 대회의 개최지 중 한 곳이기도 했다. '발트슈타디온'(Waldstadion)에서 대한민국은 이천수의 프리킥과 안정환의 중거리 슛 등에 힘입어 토고 대표팀을 2:1로 격파하여, 프랑크푸르트는 대한민국이 월드컵 도전 역사상 최초로 해외에서 첫 승리를 이룩한 도시로 남게 되었다.

## 인구
| 연도                                                  | 인구    | ±%      |
| ----------------------------------------------------- | ------- | ------- |
| 1387                                                  | 9,600   | —       |
| 1520                                                  | 10,000  | +4.2%   |
| 1750                                                  | 32,000  | +220.0% |
| 1871                                                  | 91,040  | +184.5% |
| 1895                                                  | 229,279 | +151.8% |
| 1905                                                  | 334,978 | +46.1%  |
| 1925                                                  | 467,520 | +39.6%  |
| 1933                                                  | 555,857 | +18.9%  |
| 1939                                                  | 553,464 | −0.4%   |
| 1945                                                  | 357,737 | −35.4%  |
| 1950                                                  | 532,037 | +48.7%  |
| 1961                                                  | 685,682 | +28.9%  |
| 1970                                                  | 669,635 | −2.3%   |
| 1980                                                  | 629,375 | −6.0%   |
| 1985                                                  | 595,348 | −5.4%   |
| 1990                                                  | 644,865 | +8.3%   |
| 1995                                                  | 650,055 | +0.8%   |
| 2000                                                  | 646,550 | −0.5%   |
| 2005                                                  | 651,899 | +0.8%   |
| 2010                                                  | 679,664 | +4.3%   |
| 2015                                                  | 732,688 | +7.8%   |
| 2018                                                  | 753,056 | +2.8%   |
| 2020                                                  | 764,104 | +1.5%   |
| 인구 규모는 행정구역 변경에 따라 영향을 받을 수 있다. |         |         |

## 기후
| 프랑크푸르트 (프랑크푸르트암마인 공항)의 기후                  | 프랑크푸르트 (프랑크푸르트암마인 공항)의 기후 | 프랑크푸르트 (프랑크푸르트암마인 공항)의 기후 | 프랑크푸르트 (프랑크푸르트암마인 공항)의 기후 | 프랑크푸르트 (프랑크푸르트암마인 공항)의 기후 | 프랑크푸르트 (프랑크푸르트암마인 공항)의 기후 | 프랑크푸르트 (프랑크푸르트암마인 공항)의 기후 | 프랑크푸르트 (프랑크푸르트암마인 공항)의 기후 | 프랑크푸르트 (프랑크푸르트암마인 공항)의 기후 | 프랑크푸르트 (프랑크푸르트암마인 공항)의 기후 | 프랑크푸르트 (프랑크푸르트암마인 공항)의 기후 | 프랑크푸르트 (프랑크푸르트암마인 공항)의 기후 | 프랑크푸르트 (프랑크푸르트암마인 공항)의 기후 | 프랑크푸르트 (프랑크푸르트암마인 공항)의 기후 |
| 월                                                             | 1월                                           | 2월                                           | 3월                                           | 4월                                           | 5월                                           | 6월                                           | 7월                                           | 8월                                           | 9월                                           | 10월                                          | 11월                                          | 12월                                          | 연간                                          |
| -------------------------------------------------------------- | --------------------------------------------- | --------------------------------------------- | --------------------------------------------- | --------------------------------------------- | --------------------------------------------- | --------------------------------------------- | --------------------------------------------- | --------------------------------------------- | --------------------------------------------- | --------------------------------------------- | --------------------------------------------- | --------------------------------------------- | --------------------------------------------- |
| 역대 최고 기온 °C (°F)                                         | 15.9 (60.6)                                   | 19.1 (66.4)                                   | 24.7 (76.5)                                   | 30.3 (86.5)                                   | 33.2 (91.8)                                   | 39.3 (102.7)                                  | 40.2 (104.4)                                  | 38.7 (101.7)                                  | 32.8 (91.0)                                   | 28.0 (82.4)                                   | 19.1 (66.4)                                   | 16.3 (61.3)                                   | 40.2 (104.4)                                  |
| 일평균 최고 기온 °C (°F)                                       | 4.9 (40.8)                                    | 6.6 (43.9)                                    | 11.4 (52.5)                                   | 16.5 (61.7)                                   | 20.4 (68.7)                                   | 23.9 (75.0)                                   | 26.1 (79.0)                                   | 25.7 (78.3)                                   | 20.8 (69.4)                                   | 14.8 (58.6)                                   | 8.9 (48.0)                                    | 5.5 (41.9)                                    | 15.5 (59.8)                                   |
| 일일 평균 기온 °C (°F)                                         | 2.7 (36.9)                                    | 3.5 (38.3)                                    | 7.2 (45.0)                                    | 11.5 (52.7)                                   | 15.5 (59.9)                                   | 18.9 (66.0)                                   | 20.7 (69.3)                                   | 20.1 (68.2)                                   | 15.7 (60.3)                                   | 10.8 (51.4)                                   | 6.5 (43.7)                                    | 3.4 (38.1)                                    | 11.4 (52.5)                                   |
| 일평균 최저 기온 °C (°F)                                       | −0.5 (31.1)                                   | −0.4 (31.3)                                   | 2.2 (36.0)                                    | 5.4 (41.7)                                    | 9.3 (48.7)                                    | 12.8 (55.0)                                   | 14.8 (58.6)                                   | 14.4 (57.9)                                   | 10.6 (51.1)                                   | 6.7 (44.1)                                    | 3.2 (37.8)                                    | 0.4 (32.7)                                    | 7.0 (44.6)                                    |
| 역대 최저 기온 °C (°F)                                         | −21.6 (−6.9)                                  | −19.6 (−3.3)                                  | −13.0 (8.6)                                   | −7.1 (19.2)                                   | −2.8 (27.0)                                   | 0.1 (32.2)                                    | 2.8 (37.0)                                    | 2.5 (36.5)                                    | −0.3 (31.5)                                   | −6.3 (20.7)                                   | −11.5 (11.3)                                  | −17.0 (1.4)                                   | −21.6 (−6.9)                                  |
| 평균 강수량 mm (인치)                                          | 44.0 (1.73)                                   | 38.6 (1.52)                                   | 38.7 (1.52)                                   | 36.6 (1.44)                                   | 60.4 (2.38)                                   | 55.4 (2.18)                                   | 63.5 (2.50)                                   | 61.4 (2.42)                                   | 47.7 (1.88)                                   | 50.4 (1.98)                                   | 47.3 (1.86)                                   | 54.5 (2.15)                                   | 598.5 (23.56)                                 |
| 평균 강수일수 (≥ 0.1 mm)                                       | 15.2                                          | 13.5                                          | 13.5                                          | 12.3                                          | 13.5                                          | 12.3                                          | 13.9                                          | 12.8                                          | 11.6                                          | 14.2                                          | 15                                            | 16.4                                          | 164.2                                         |
| 평균 강설일수 (≥ 1.0 cm)                                       | 4.9                                           | 3.3                                           | 1                                             | 0.1                                           | 0                                             | 0                                             | 0                                             | 0                                             | 0                                             | 0                                             | 0.6                                           | 3.3                                           | 13.2                                          |
| 평균 월간 일조시간                                             | 52                                            | 79                                            | 136                                           | 192                                           | 219                                           | 227                                           | 235                                           | 225                                           | 165                                           | 104                                           | 51                                            | 40                                            | 1,725                                         |
| 출처 1: 독일 기상청 (평년값: 1991년~2020년, 극값: 1949년~현재) |                                               |                                               |                                               |                                               |                                               |                                               |                                               |                                               |                                               |                                               |                                               |                                               |                                               |
| 출처 2: 미국 해양대기청 (강수일수 및 강설일수), Infoclimat     |                                               |                                               |                                               |                                               |                                               |                                               |                                               |                                               |                                               |                                               |                                               |                                               |                                               |

## 자매 도시
- 프랑스 리옹 (1960년)
- 영국 버밍엄 (1966년)
- 이탈리아 밀라노 (1970년)
- 중국 광저우시 (1988년)
- 헝가리 부다페스트 (1990년)
- 체코 프라하 (1990년)
- 대한민국 울산광역시 울주군 (1991년)
- 폴란드 크라쿠프 (1991년)

## 같이 보기
- 프랑크푸르트 학파
- 독일의 인구순 도시 목록